# つつじが丘 (横浜市)
つつじが丘は、神奈川県横浜市青葉区の地名。「丁目」の設定のない単独町名である。住居表示未実施区域。

## 地理
青葉台に隣接し、環状4号線の東側に、国道246号の南側に広がる町域である。最寄駅は、東急電鉄田園都市線青葉台駅である。また、東名高速道路が南に隣接するさつきが丘を通っており、横浜青葉インターチェンジから近い。環状4号および国道246号に隣接したつつじが丘は、その北東部は企業の社宅など比較的集合住宅が多いものの、それ以外のエリアは小高い丘になっていると同時に戸建て住宅が多く、住宅街を形成している。

### 地価
住宅地の地価は、2024年（令和7年）1月1日の公示地価によれば、つつじが丘15番15の地点で32万5000円/m²となっている。

## 歴史
かつては丘と雑木林だけの農村地区だったが、東急グループ主導の多摩田園都市開発構想によって当時の鉄道新線（東急田園都市線）沿線のニュータウン化が計画され、昭和40年代はじめからは開墾が進み、都心方面への通勤者のベッドタウンとして宅地化が進んだ。宅地化の波と第二次ベビーブームが重なり人口が急激に増え始めたのもこの時期からである。
昭和50年代には町内の児童の数が急速に増加したため、横浜市立つつじが丘小学校では就学児童の人数が定員を大幅に超え、校庭にプレハブの臨時校舎を建てて児童を受け入れていた時期もあった。また、都心から至近距離ということもあって昭和末期のバブル期には地価が上昇した。バブル期以降は比較的所得の高い世帯が流入しはじめ、急速にビバリーヒルズ化が進んだ。 元は丘陵地帯だったところを宅地造成したため平坦な地は少なく、坂道が多い。町内には、緑に囲まれたつつじが丘公園（通称・ロケット公園）や、つつじが丘第四公園があり、地域の人々の憩いの場になっている。

### 町名の由来
開発の際近辺には緑が多く、花が美しかったため、田園都市構想の町づくりにふさわしい名称として選ばれた。典型的な瑞祥地名。

### 沿革
- 1964年（昭和39年）3月31日 - 土地区画整理事業（恩田第一）[7]に伴い、恩田町の一部よりつつじが丘を新設[8]。横浜市港北区つつじが丘となる。
- 1966年（昭和41年）11月6日 - 土地区画整理事業（下谷本西八朔）[7]に伴い、下谷本町、西八朔町の一部を編入する[9]。
- 1967年（昭和42年）5月5日 - 土地区画整理事業（恩田第二）[7]に伴い、恩田町の一部を編入する[9]。
- 1967年（昭和42年）11月16日 - 土地区画整理事業（恩田第三）[7]に伴い、恩田町の一部を編入する[9]。
- 1969年（昭和44年）10月1日 - 港北区から緑区が分区。横浜市緑区つつじが丘となる[10]。
- 1994年（平成6年）11月6日 - 港北区と緑区を再編し、青葉区と都筑区を新設。横浜市青葉区つつじが丘となる[11]。

### 町名の変遷
| 実施後     | 実施年月日                | 実施前（各町名ともその一部） |
| ---------- | ------------------------- | ---------------------------- |
| つつじが丘 | 1964年（昭和39年）3月31日 | 恩田町の一部                 |

## 世帯数と人口
2025年（令和7年）6月30日現在（横浜市発表）の世帯数と人口は以下の通りである。
| 町丁       | 世帯数    | 人口    |
| ---------- | --------- | ------- |
| つつじが丘 | 2,588世帯 | 5,583人 |

### 人口の変遷
国勢調査による人口の推移。
| 年                 | 人口  |
| ------------------ | ----- |
| 1995年（平成7年）  | 4,657 |
| 2000年（平成12年） | 4,612 |
| 2005年（平成17年） | 4,804 |
| 2010年（平成22年） | 5,789 |
| 2015年（平成27年） | 5,699 |
| 2020年（令和2年）  | 5,648 |

### 世帯数の変遷
国勢調査による世帯数の推移。
| 年                 | 世帯数 |
| ------------------ | ------ |
| 1995年（平成7年）  | 1,807  |
| 2000年（平成12年） | 1,810  |
| 2005年（平成17年） | 1,936  |
| 2010年（平成22年） | 2,336  |
| 2015年（平成27年） | 2,412  |
| 2020年（令和2年）  | 2,538  |

## 学区
市立小・中学校に通う場合、学区は以下の通りとなる（2024年11月時点）。
| 番地 | 小学校                   | 中学校             |
| ---- | ------------------------ | ------------------ |
| 全域 | 横浜市立つつじが丘小学校 | 横浜市立谷本中学校 |

## 事業所
2021年（令和3年）現在の経済センサス調査による事業所数と従業員数は以下の通りである。
| 町丁       | 事業所数  | 従業員数 |
| ---------- | --------- | -------- |
| つつじが丘 | 119事業所 | 752人    |

### 事業者数の変遷
経済センサスによる事業所数の推移。
| 年                 | 事業者数 |
| ------------------ | -------- |
| 2016年（平成28年） | 116      |
| 2021年（令和3年）  | 119      |

### 従業員数の変遷
経済センサスによる従業員数の推移。
| 年                 | 従業員数 |
| ------------------ | -------- |
| 2016年（平成28年） | 700      |
| 2021年（令和3年）  | 752      |

## 施設
- 横浜市立つつじが丘小学校
- つつじが丘第一公園 ロケット公園

## その他

### 日本郵便
- 郵便番号 : 227-0055[3]（集配局：青葉郵便局[21]）

### 警察
町内の警察の管轄区域は以下の通りである。
| 番・番地等 | 警察署     | 交番・駐在所   |
| ---------- | ---------- | -------------- |
| 全域       | 青葉警察署 | 青葉台駅前交番 |